# Cristóbal (cantante)
Cristóbal, nombre artístico de Marco Antonio Orozco Betancourt (Providencia, 30 de octubre de 1957), es un cantante chileno. Ganó el certamen internacional del Festival de la Canción de Viña del Mar en 1984.

## Trayectoria
Estudió en el Liceo José Victorino Lastarria.
A mediados de los años 1970, comenzó su carrera como participante en la sección Juventud Gigante de Sábados Gigantes. En 1979 grabó su primer sencillo, «Una niña, una historia» (cover del tema Una donna... una storia, 1978, de Walter Foini), que pronto se convirtió en un éxito a nivel nacional.
Participó en 1980 en el Festival Yamaha Music, donde fue galardonado como mejor intérprete, y en 1982 en el Seoul Song Festival, donde obtuvo el tercer lugar. Después grabó el tema «Basta ya», que también se impuso en las radios locales. En 1984 ganó el certamen internacional del XXV Festival Internacional de la Canción de Viña del Mar con la canción «Se te olvida», compuesta por Héctor Penroz y más tarde grabada por el cantante español Dyango. Cantó a dúo con María José Pozo «Estoy sola» (de Nano Vicencio), el tema central de La torre 10, la teleserie del segundo semestre de 1984 de TVN. Posteriormente grabó «Te vas quedando sola», compuesta por Miguel Zabaleta. En esta época fue número habitual de programas como el Festival de la Una y Martes 13.
A principios de los años 1990, se retiró del mundo de la música para dedicarse al ámbito de los pescados y mariscos en la empresa Friosur Ltda.
Volvió al mundo musical a inicios de los años 2000. En 2005 fue uno de los participantes del programa Rojo VIP.

## Discografía esencial
- Sólo abrázame (1983 - Alerce)
- Cristóbal (1983 - Alerce)
- Todo Cristóbal. Grandes éxitos (1983 - edición independiente)
- Cristóbal (1984 - RCA Victor)
- Siempre Cristóbal (1986 - edición independiente)
- Ayer y hoy (1988 - Arci Music)
- Grandes éxitos: toda una vida (1990 - Magic Records)
- En un beso la vida (1993 - edición independiente)
- Muy dentro de mí (1994 - edición independiente)
- Cristóbal. 17 grandes éxitos (1994 - BMG)
- No puedo amar (1995 - edición independiente)
- Toda una vida (1995 - edición independiente)
- Pienso en ti (1997 - edición independiente)
- Amor del bueno (2003 - EMI Odeon)
- Fe (2005 - edición independiente)